# Erwin Rösener
Erwin Rösener, nemški SS general, * 2. februar 1902, Schwerte, Nemško cesarstvo, † 4. september 1946, Ljubljana, Slovenija.
SS-Obergruppenführer (general) Rösener je bil odgovoren za poboje civilistov v Sloveniji med drugo svetovno vojno in bil posledično po vojni obsojen na smrt. 

## Življenjepis
Bil je eden zgodnjih članov NSDAP, 6. novembra 1926 je vstopil še v Sturmabteilung (SA). Leta 1929 je zaprosil za vstop v Schutzstaffel (SS), kamor so ga sprejeli naslednje leto. Tu se je do leta 1944 povzpel do čina SS-Obergruppenführer in general Waffen-SS ter policije. Bil je tudi član Kroga prijateljev ekonomije, skupine nemških industrialcev, ki so zbirali denar za rasne raziskave znotraj Tretjega rajha. Na svojem medvojnem položaju je bil tako visoko v nacistični hierarhiji, da je bil neposredno podrejen Heinrichu Himmlerju.
Po koncu aprilske vojne je bil dodeljen SS-Oberabschnitt Alpenland,, kateremu so pripojili tudi del okupirane Slovenije. Med oktobrom 1944 do konca vojne je bil vodja protipartizanskega štaba, s sedežem v Ljubljani; Rösener je stanoval v zaseženi Vili Vrhunec. V okviru obeh položajev je ukazal usmrtitve civilistov, talcev in vojnih ujetnikov kot povračilni ukrep za partizanske napade.  V okviru svojega položaja je bil tudi ustanovitelj Slovenskega domobranstva.
Zaradi več primerov poboja večjega števila civilnega prebivalstva je bil obtožen po vojni, na enem od Nürnberških procesov.
8. maja 1945 je Rösener v času krizne situacije zapustil vodstveni položaj in svoje vojake brez da bi jih o tem obvestil, prav tako ni obvestil nadrejenih, zaradi tega so mu v taborišču za vojne ujetnike 209 v Bellariji decembra 1945 sodili pod vodstvom polkovnika Walterja von Seelerja in generala Heinricha von Scheel Vietinghoffa. Zaradi nerazčiščenih okoliščin dogodka ni bil kaznovan.
Po nemški kapitulaciji je pobegnil v Avstrijo, kjer pa so ga Britanci ujeli in ga poslali nazaj v Jugoslavijo (Slovenijo), kjer je bil v sklopu t. i. Rupnikovega procesa 30. avgusta 1946 obsojen na smrt. 4. septembra istega leta je bil obešen in bil še istega dne pokopan v neoznačen grob na ljubljanskih Žalah.